# 坎佩爾峰
46°19′55″N 09°15′42″E / 46.33194°N 9.26167°E
坎佩爾峰（Pizz Campell），是瑞士的山峰，位於該國東南部，由格勞賓登州負責管轄，屬於勒蓬廷山的一部分，處於索阿扎東南部，海拔高度2,376米。